# Thalictrum guatemalense
Thalictrum guatemalense är en ranunkelväxtart som beskrevs av C. Dc., Amp; Rose och Joseph Nelson Rose. Thalictrum guatemalense ingår i släktet rutor, och familjen ranunkelväxter. Inga underarter finns listade i Catalogue of Life.